# Máquina de trabajo
La máquina de trabajo es una máquina utilizada por los marcianos en la novela La guerra de los mundos, de H. G. Wells.

## En la novela
En el libro, la máquina de trabajo es descrita en el capítulo 2, Lo que vimos desde las ruinas, del libro segundo, La Tierra dominada por los marcianos:

La primera impresión que se tenía de ellas era la de ver una araña metálica con cinco patas articuladas y muy ágiles, y con un gran número de palancas, barras y tentáculos... A pesar de su brillo metálico sus movimientos eran tan rápidos, complejos y perfectos, que al principio no la tomé por una máquina. Las máquinas de guerra no podían compararse a la que miraba ahora a pesar de estar extraordinariamente coordinadas en todos sus movimientos. La gente que nunca ha visto estas estructuras no se da cuenta de la cualidad de vida que poseían pues sólo puede guiarse por los vanos esfuerzos de los dibujantes y de las descripciones imperfectas de los testigos oculares, como yo... La máquina de trabajo no me pareció una máquina, parecía más un cangrejo con un tegumento brillante, mientras que el marciano que la manejaba con sus delicados tentáculos parecía una analogía de la porción cerebral del cangrejo.

La máquina de trabajo en la novela es usada por los marcianos para ensamblar, desarmar, arreglar, y hacer más cosas con la maquinaria. Como la máquina guerrera, es manejada por un marciano. La única máquina marciana que se autocontrola es la máquina excavadora.

## En otras versiones
En ninguna de las películas de La guerra de los mundos aparece la máquina de trabajo, salvo la versión de Pendragon Pictures.
Musical de Jeff Wayne
En el musical de Jeff Wayne, la máquina de trabajo aparece como una máquina blanca, de "ojos" verdes y seis patas articuladas y muy ágiles (en el libro tienen cinco), y muchas palancas, barras, y brazos mecánicos. En esta versión, ésta máquina es la encargada de capturar humanos para drenar su sangre, no como en el libro, donde la máquina de guerra es la encargada de capturar humanos y entregárselos a la de trabajo para que drene su sangre.
- Datos: Q2938681